# Alida Withoos

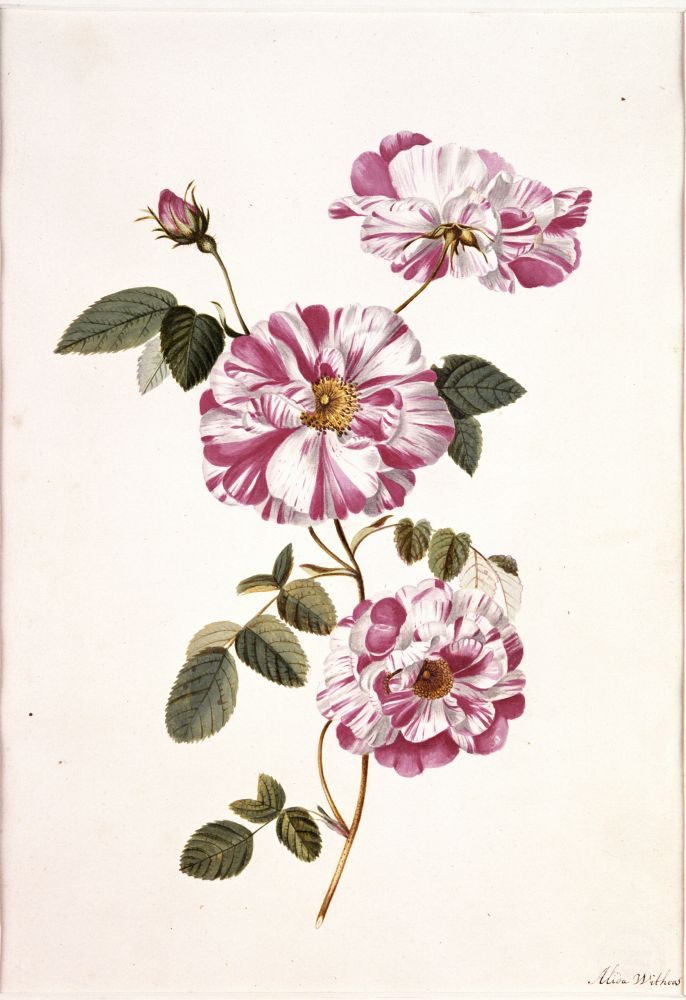
Una de la pinturas de Alida Withoos

Alida Withoos (Amersfoort, ca. 1661/1662-Ámsterdam, 1730) fue una pintora holandesa especializada en motivos botánicos. 

## Vida y obra
Hija del pintor Matthias Withoos, con sus tres hermanos —Johannes, Pieter y Frans—, y su hermana María fue iniciada por su padre en la pintura de bodegones e ilustraciones botánicas. Debido a la invasión de Utrecht por los franceses, la familia se trasladó a Hoorn en 1672. En 1701, se casó con el también pintor Andries Cornelisz van Dalen, un ejemplo típico de las relaciones entre las familias de artistas en la Holanda del siglo XVII y XVIII.
La formación de un pintor era muy cara, y a menudo no se disponía de recursos para proporcionársela a las hijas. Sin embargo, las hijas dotadas de  talento podían ser instruidas para trabajar en el estudio de su padre, tío, hermano o cónyuge, a menudo bajo su nombre. A diferencia de su esposo, sus hermanos y hermana, Alida adquirió cierta reputación en la pintura bajo su propio nombre, principalmente debido a sus imágenes botánicas. En Hoorn varios de los hijos de Withoos estaban activos como artistas dedicados a la pintura de flores, pájaros, mariposas e insectos. En los inventarios, esas imágenes fueron llamadas regularmente "Withoosjes".
Alida fue -con su hermano Pieter- uno de los muchos artistas que pintaron plantas en la casa de campo de Vijverhof al servicio de Agnes Block, para quien pintó en 1687 la primera piña tropical cultivada en Europa (estas imágenes, lamentablemente, han desaparecido). Trece acuarelas que Alida hizo en 1694 para el Moninckx Atlas, junto con 425 imágenes de plantas en el Hortus Botanicus de Ámsterdam (donde las plantas traídas en los barcos de la Compañía Neerlandesa de las Indias Orientales fueron cultivadas en hileras como en un bloque de casas), han sobrevivido. La Biblioteca de la Universidad de Wageningen posee un libro de dibujos comprados por el coleccionista Simon Schijnvoet que incluye 7 ilustraciones realizadas por Alida Withoos, tal vez encargadas por Block. Estos dibujos dan una buena idea de la alta calidad de su trabajo.
Murió el 5 de diciembre de 1730 y fue enterrada en la Westkerk de Ámsterdam.